# Leticia Aparicio Soriano
Leticia Aparicio Soriano es una profesora de carrera de la Escuela Nacional de Trabajo Social e investigadora de Derechos Indígenas de la Universidad Nacional Autónoma de México que pertenece al pueblo Nahua de la región del valle de Tehuacán.
La comisión de derechos humanos del Distrito Federal (ahora CDMX) le otorgó un reconocimiento en 2018 por su incansable lucha por transformar a México en un país más justo y digno.